# Čtvrtky za Bořím
Čtvrtky za Bořím jsou přírodní památka u Býkovic v okrese Blansko. Důvodem ochrany je dálniční výkop s přirozenou sukcesí, bohatá lokalita vstavačů vojenských (Orchis militaris). 